# Важка атлетика на літніх Олімпійських іграх 2024 — до 49 кг (жінки)
Змагання з важкої атлетики в категорії до 49 кілограм серед жінок на літніх Олімпійських іграх 2024 у Парижі відбулися 7 серпня на Арені Південний Париж.

## Рекорди
Перед цими змаганнями чинні світовий та олімпійський рекорди були такі:
| Світовий рекорд     | Ривок   | Хоу Чжихуей (CHN) | 97 кг  | Пхукет, Таїланд     | 1 квітня 2024 |  |
| Світовий рекорд     | Поштовх | Лі Сон Ким (PRK)  | 125 кг | Ташкент, Узбекистан | 4 лютого 2024 |  |
| Світовий рекорд     | Загалом | Лі Сон Ким (PRK)  | 221 кг | Пхукет, Таїланд     | 1 квітня 2024 |  |
|                     |         |                   |        |                     |               |  |
| Олімпійський рекорд | Ривок   | Хоу Чжихуей (CHN) | 94 кг  | Токіо, Японія       | 24 липня 2021 |  |
| Олімпійський рекорд | Поштовх | Хоу Чжихуей (CHN) | 116 кг | Токіо, Японія       | 24 липня 2021 |  |
| Олімпійський рекорд | Загалом | Хоу Чжихуей (CHN) | 210 кг | Токіо, Японія       | 24 липня 2021 |  |

## Результати
| Місце | Спортсменка          | Країна                         | Ривок (кг) | Ривок (кг) | Ривок (кг) | Ривок (кг) | Поштовх (кг) | Поштовх (кг) | Поштовх (кг) | Поштовх (кг) | Сума |
| Місце | Спортсменка          | Країна                         | 1          | 2          | 3          | Результат  | 1            | 2            | 3            | Результат    | Сума |
| ----- | -------------------- | ------------------------------ | ---------- | ---------- | ---------- | ---------- | ------------ | ------------ | ------------ | ------------ | ---- |
| 1     | Хоу Чжихуей          | Китай (CHN)                    | 89         | 89         | 93         | 89         | 110          | 117          | 117          | 117 OR       | 206  |
| 2     | Міхаела Камбей       | Румунія (ROU)                  | 89         | 91         | 93         | 93         | 106          | 110          | 112          | 112          | 205  |
| 3     | Суродчана Хамбао     | Таїланд (THA)                  | 86         | 88         | 88         | 88         | 110          | 112          | 114          | 112          | 200  |
| 4     | Сайхом Мірабі Чану   | Індія (IND)                    | 85         | 88         | 88         | 88         | 111          | 111          | 114          | 111          | 199  |
| 5     | Джордан Делакруз     | США (USA)                      | 84         | 87         | 88         | 84         | 105          | 110          | 111          | 111          | 195  |
| 6     | Фан Ван Лінь         | Китайський Тайбей (TPE)        | 80         | 83         | 86         | 86         | 102          | 106          | 107          | 107          | 193  |
| 7     | Беатріс Пірон        | Домініканська Республіка (DOM) | 85         | 88         | 88         | 85         | 102          | 107          | 110          | 107          | 192  |
| 8     | Ріра Судзукі         | Японія (JPN)                   | 83         | 85         | 85         | 83         | 108          | 112          | 117          | 108          | 191  |
| 9     | Катерін Ечандія      | Венесуела (VEN)                | 83         | 86         | 86         | 83         | 105          | 107          | 109          | 105          | 188  |
| 10    | Росіна Рандафіарісон | Мадагаскар (MAD)               | 75         | 80         | 83         | 80         | 95           | 100          | 100          | 100          | 180  |
| 11    | Нікола Лаґатао       | Гуам (GUM)                     | 56         | 59         | 62         | 59         | 74           | 77           | 79           | 77           | 136  |
| —     | Ніна Стеркс          | Бельгія (BEL)                  | 86         | 86         | 86         | —          | —            | —            | —            | —            | DNF  |

### Новий рекорд
| Категорія | Спортсменка       | Новий рекорд | Тип |
| --------- | ----------------- | ------------ | --- |
| Поштовх   | Хоу Чжихуей (CHN) | 117 кг       | OR  |